# Partido de la Reforma de los Estados Unidos
El Partido de la Reforma de los Estados Unidos de América (RPUSA), es un partido político de Estados Unidos, fundado en 1995 por Ross Perot. 
Perot creía que los estadounidenses estaban desilusionados con el estado de la política por ser corrupto e incapaz de lidiar con problemas vitales. Después de recibir el 18,9 por ciento del voto popular como candidato independiente en las elecciones presidenciales de 1992, fundó el Partido de la Reforma y lo presentó como una alternativa viable a los republicanos y demócratas. Como candidato del Partido Reformista, Perot ganó el 8,4 por ciento del voto popular en las elecciones presidenciales de 1996. Aunque no recibió un solo voto electoral, ningún otro candidato de terceros o independiente ha logrado desde entonces recibir una proporción tan alta de los votos. 
El partido ha nominado a otros candidatos a lo largo de los años, incluidos Pat Buchanan y Ralph Nader. Su victoria más significativa se produjo cuando Jesse Ventura fue elegido gobernador de Minnesota en 1998, aunque abandonó el partido poco después de su mandato. Donald Trump fue miembro del Partido de la Reforma durante su campaña presidencial de 2000. Alrededor del año 2000, las luchas internas y los escándalos del partido llevaron a un gran declive en la fuerza del partido. Comenzando con el pobre desempeño de Buchanan en las elecciones de 2000, ningún candidato presidencial del Partido Reformista ha logrado reunir el 1 por ciento del voto popular. 

## El movimiento de Ross Perot

### Campaña de las elecciones presidenciales de 1992 de Ross Perot
El partido surgió de los esfuerzos de Ross Perot en las elecciones presidenciales de 1992, donde, postulándose como independiente, se convirtió en el primer candidato de un partido no importante desde 1912 en ser considerado lo suficientemente viable para ganar la presidencia. Perot recibió atención por centrarse en cuestiones fiscales como el déficit federal y la deuda nacional; cuestiones de reforma del gobierno como límites de mandato, reforma del financiamiento de campañas y reforma del cabildeo; y cuestiones comerciales. Una gran parte de sus seguidores se basaba en la creencia de que estaba abordando problemas vitales ignorados en gran medida por los dos partidos principales.
Una encuesta de Gallup mostró a Perot con una pequeña ventaja, pero el 19 de julio suspendió su campaña, acusando a los agentes republicanos de amenazar con sabotear la boda de su hija. Newsweek lo acusó de ser un «abandonador» en un artículo de portada muy publicitado. Después de reanudar su campaña el 1 de octubre, Perot fue perseguido por el apodo de «abandonador» y otras acusaciones sobre su carácter.
El día de las elecciones, muchos votantes estaban confundidos sobre si Perot todavía era un candidato. Terminó recibiendo alrededor del 18,9 por ciento del voto popular, un nivel récord de popularidad no visto en una candidatura independiente desde que el expresidente Theodore Roosevelt se postuló en la boleta del Partido Progresista «Bull Moose» en 1912. Continuó participando políticamente después de las elecciones, convirtiendo su organización de campaña (United We Stand America) en un grupo de presión. Uno de sus principales objetivos fue la derrota del Tratado de Libre Comercio de América del Norte durante este período. 

## Fundación y ascenso del partido
En 1995, los republicanos tomaron el control de la Cámara de Representantes, en gran parte gracias al «Contrato con Estados Unidos», que reconocía y prometía abordar muchas de las cuestiones que los votantes de Perot se habían movilizado para apoyar en 1992. Sin embargo, dos de las principales las disposiciones (enmiendas constitucionales para los límites de mandato y los presupuestos equilibrados) no lograron asegurar las mayorías de dos tercios del Congreso que deben presentarse a los estados.
Insatisfechas, las organizaciones de base que habían hecho posible la candidatura de Perot en 1992 comenzaron a unirse para fundar un tercer partido destinado a rivalizar con los republicanos y demócratas. Por razones legales, el partido acabó llamándose «Partido de la Reforma» (se prefirió «Partido Independiente», pero ya se tomó, al igual que varias variantes del nombre). Una campaña para que el partido estuviera en la boleta electoral en los cincuenta estados tuvo éxito, aunque terminó con juicios en algunas regiones sobre los requisitos estatales de acceso a las boletas electorales. En algunas áreas, los partidos menores se incorporaron como organizaciones estatales de partidos. 

## Apex: elecciones presidenciales de 1996

### Campaña de nominaciones
Al principio, cuando llegó la temporada de elecciones de 1996, Perot se abstuvo de participar en la contienda por la nominación presidencial del Partido Reformista, y pidió a otros que intentaran conseguir la candidatura. La única persona que anunció tal intención fue Dick Lamm, exgobernador de Colorado. Después de que la Comisión Federal de Elecciones indicó que solo Perot y no Lamm podrían obtener fondos federales de contrapartida, porque su campaña de 1992 fue independiente, Perot entró en la contienda. Algunos estaban molestos porque Perot cambió de opinión porque, en su opinión, Perot eclipsó a Lamm de postularse para la nominación del partido. Esto se acumuló hasta el comienzo de una escisión dentro del movimiento, cuando se alegó que ciertos problemas en el proceso de las primarias, como muchos partidarios de Lamm no recibieron boletas y algunos votantes de las primarias recibieron múltiples boletas, fueron obra de Perot. El Partido de la Reforma afirmó que estos problemas se derivaron del proceso de petición para que el Partido de la Reforma se incluyera en la boleta electoral en todos los estados, ya que el partido afirmó que usaba los nombres y direcciones de los firmantes de la petición como base de quiénes recibieron las boletas. Las boletas de las primarias se enviaron por correo a los votantes designados. Finalmente, Perot fue nominado y eligió al economista Pat Choate como su candidato a vicepresidente.

## Exclusión de los debates
Entre 1992 y 1996, la Comisión de Debates Presidenciales cambió sus reglas sobre cómo los candidatos podían calificar para participar en los debates presidenciales. Como Perot lo había hecho muy bien anteriormente en los debates, fue un golpe decisivo para la campaña cuando la Comisión dictaminó que no podía participar sobre la base de criterios algo vagos, como que se requería que un candidato ya hubiera sido respaldado por «un un número considerable de las principales organizaciones de noticias», siendo sustancial «un número que decidirá la Comisión caso por caso». Perot no podría haber calificado para los debates de 1992 bajo estas reglas, y pudo demostrar que varios presidentes estadounidenses famosos también habrían sido excluidos del debate moderno de la Comisión de Debates Presidenciales.
A pesar de la acción legal por parte del equipo de Perot, y una mayoría del 80 por ciento de los estadounidenses que apoyaban su participación en los debates, la Comisión se negó a ceder y Perot se vio reducido a hacer oír sus puntos a través de una serie de «comerciales» de media hora. Al final, Perot y Choate obtuvieron el 8 por ciento de los votos.

## Meseta y declive

### 1997
En octubre de 1997, comenzaron a surgir disputas entre facciones con la salida de un grupo que creía que Perot había manipulado las primarias del partido de 1996 para derrotar a Lamm. Estos individuos finalmente establecieron el «Partido de Reforma Estadounidense» (ARP). El ARP es en realidad un comité de acción política menor. Luego, el presidente, Roy Downing, dijo que la división se produjo «cuando se descubrió [que el Partido Reformista] era un partido de arriba hacia abajo en lugar de una organización de abajo hacia arriba». Aunque los miembros del grupo intentaron persuadir al exgobernador de Colorado Dick Lamm, el principal rival de Perot para la nominación, para postularse para presidente como independiente, se negó, y señaló que había prometido antes de postularse que no desafiaría la decisión del partido. Durante este tiempo, el propio Perot decidió concentrarse en los esfuerzos de cabildeo a través de United We Stand America.

#### Partido de la Reforma Estadounidense
Cuando se fundó el ARP, Jackie Salit señaló en el Christian Science Monitor : «En su reunión de fundación en Kansas City en 1997, los 40 delegados negros en la sala, encabezados por la principal afroamericana independiente del país, Lenora Fulani, representaron a los primeros tiempos en la historia de los Estados Unidos en que los afroamericanos estuvieron presentes en la fundación de un partido político nacional importante». 
La ARP aún tiene que organizarse en más de unos pocos estados. En las elecciones de 2000 , 2004 y 2008 , el Partido de la Reforma Estadounidense apoyó la presidencia de Ralph Nader. El ARP no es un partido político en el sentido convencional. No tiene acceso a las boletas electorales en ningún estado y no presenta candidatos. Apoya a candidatos de terceros e independientes que apoyan los principios primarios de la plataforma del Partido.
Entre 2010 y 2011, el partido pasó de una plataforma relativamente centrista a una conservadora fiscal al estilo del Tea Party. En las elecciones presidenciales de 2012, el ARP respaldó al candidato del Partido Republicano Mitt Romney contra el actual presidente Barack Obama. En las elecciones presidenciales de 2016, el Partido respaldó al candidato republicano Donald Trump. 

## Candidatos presidenciales
- 1996 – Ross Perot y Pat Choate
- 2000 – Pat Buchanan y Ezola B. Foster
- 2004 – Ralph Nader y Peter Miguel Camejo
- 2008 – Ted Weill y Frank McEnulty
- 2012 – Andre Barnett y Ken Cross
- 2016 – Roque De La Fuente y Michael Steinberg
- 2020 – Roque De La Fuente y Darcy Richardson
- 2024 – Robert F. Kennedy Jr. y Nicole Shanahan[3]

En ninguno de los casos mencionados obtuvieron la victoria.